# 2004년 10월
| 2004년: 1월 · 2월 · 3월 · 4월 · 5월 · 6월 · 7월 · 8월 · 9월 · 10월 · 11월 · 12월 |

| <          | 2004년 10월 | 2004년 10월 | 2004년 10월 | 2004년 10월 | 2004년 10월 | >          |
| 일         | 월          | 화          | 수          | 목          | 금          | 토         |
|            |             |             |             |             | 1 8.18 계축 | 2 19 갑인  |
| 3 20 을묘  | 4 21 병진   | 5 22 정사   | 6 23 무오   | 7 24 기미   | 8 25 경신   | 9 26 신유  |
| 10 27 임술 | 11 28 계해  | 12 29 갑자  | 13 30 을축  | 14 9.1 병인 | 15 2 정묘   | 16 3 무진  |
| 17 4 기사  | 18 5 경오   | 19 6 신미   | 20 7 임신   | 21 8 계유   | 22 9 갑술   | 23 10 을해 |
| 24 11 병자 | 25 12 정축  | 26 13 무인  | 27 14 기묘  | 28 15 경진  | 29 16 신사  | 30 17 임오 |
| 31 18 계미 |             |             |             |             |             |            |

| - 10월 11일 - 장정진 - 10월 10일 - 크리스토퍼 리브 - 10월 8일 - 자크 데리다 편집하기 |

## 2004년10월 29일
- 중국이 경기과열에 따른 부작용을 억제할 목적으로 금리를 0.27%P 인상했다고 발표하다. 중국이 금리를 인상한 것은 9년 만이다.

## 2004년10월 26일
- 26일 새벽 경기도 연천군의 최전방 철책선이 절단된 흔적이 발견되다. 발견 직후, 군당국은 민간인이 월북한 것으로 추정된다고 발표하였다.

## 2004년10월 21일
- 2004년 대한민국 행정수도 이전: 대한민국 헌법 재판소에서 대한민국의 수도가 서울인 것은 관습헌법에 해당하고 신행정수도 법안은 헌법개정 절차에 위반된다며 위헌 결정을 내렸다.

## 2004년10월 4일
- 서울광장에 10만 명의 시민과 기독교인들이 모여 국가보안법 폐지를 반대하는 집회와 기도회를 가졌다.